# 富通集團

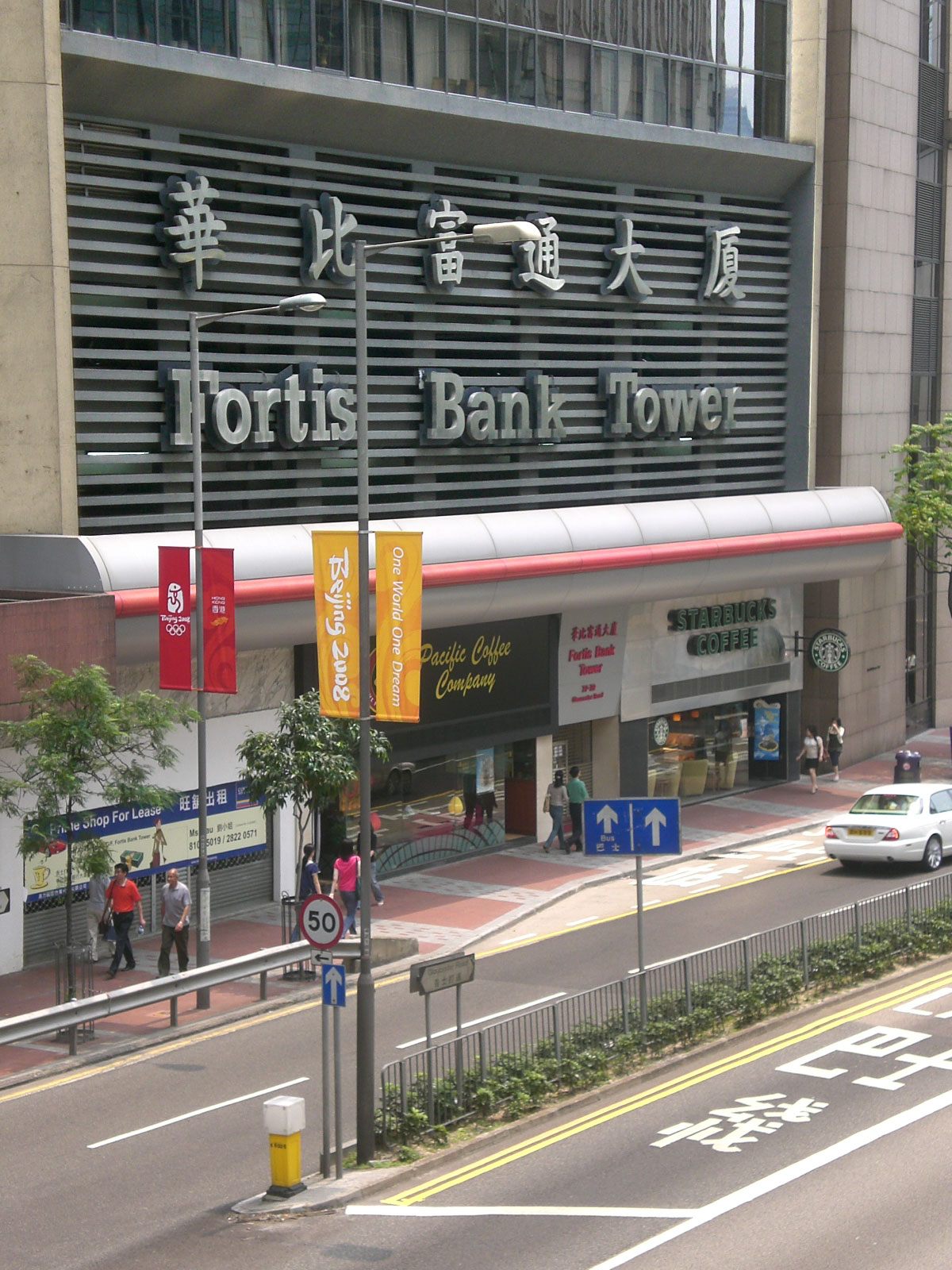
華比富通

富通集團（Euronext：FORA, Euronext：FORB, 盧森堡交易所：FOR）是一家大型金融服务及投資管理公司。

## 历史
以營業額計算在2007年排名世界第20大銀行，但集團因在2007年－2008年環球金融危機現金流嚴重不足而致在荷蘭業務被國有化，並須比利時和盧森堡政府注資救援，後大部份業務被分批出售。
比荷盧三國（Benelux）為富通的基地和業務重點，業務包括零售銀行、商業銀行、壽險、財險等，其金融產品由獨立中間人、財務計劃師和其零售銀行分行銷售。富通集團於布魯塞爾泛歐交易所、阿姆斯特丹泛歐交易所及盧森堡交易所上市。
現時富通名稱在其被出售業務仍被繼續使用，收購了比利時富通業務的法國巴黎銀行會繼續在比利時使用富通名稱，惟在荷蘭被出售的業務易名經營。

2008年10月，在金融海嘯之影響下，富通集團之比利時及盧森堡的銀行及保險業務售予法國巴黎銀行，其後易名為法国巴黎富通银行。荷蘭的銀行業務售與荷蘭政府，最終併入荷蘭銀行，而富通集團只餘下富通保險業務。
2008年10月6日法國巴黎銀行斥資145億歐元（198億美元）收購富通集團在比利時及盧森堡的業務75%，並將獲得富通的國際特許經營權，發行約1.326億股新股支付其中90億歐元，55億歐元為現金。富通兩地業務包括2390億歐元客戶存款，比利時分行逾1000家，法巴亦會收購富通於波蘭、土耳其及法國的零售網絡。 
該交易不包括富通集團在荷蘭的業務
2013年4月28日瑞信與私募基金Lone Star Funds斥67億歐元（約678億港元），收購富通銀行（Fortis Bank）的不良資產組合。
2013年11月14日法國巴黎銀行斥資32.5億歐元（43.7億美元），收購比利時政府所持其當地消費銀行子公司法国巴黎富通银行25％的股權，令後者成為全資附屬。

## 外部連結
- www.fortis.com （页面存档备份，存于）
- 雅虎! - 富通公司資料 （页面存档备份，存于）
- Fortis: Pride comes before a fall?
- Dutch shareholders ask regulator to probe Fortis （页面存档备份，存于）
- Fortis ABN Amro sell-off in trouble
- More Setbacks For FortisArchive.today的存檔，存档日期2010-02-01
- Fortis Faces Extinction （页面存档备份，存于）